# Champaign-Urbana Challenger 2022
Il Champaign-Urbana Challenger 2022 è stato un torneo maschile tennis professionistico. È stata la 26ª edizione del torneo, facente parte della categoria Challenger 80 nell'ambito dell'ATP Challenger Tour 2022, con un montepremi di 53 120 $. Si è svolto dal 14 al 20 novembre 2022 sui campi in cemento indoor dell'Atkins Tennis Center di Urbana, negli Stati Uniti.

## Partecipanti

### Teste di serie
| Nazionalità | Giocatore            | Ranking* | Testa di serie |
| ----------- | -------------------- | -------- | -------------- |
| Stati Uniti | Denis Kudla          | 104      | 1              |
| Stati Uniti | Steve Johnson        | 108      | 2              |
| Stati Uniti | Christopher Eubanks  | 120      | 3              |
| Stati Uniti | Ben Shelton          | 128      | 4              |
| Stati Uniti | Stefan Kozlov        | 159      | 5              |
| Australia   | Aleksandar Vukic     | 165      | 6              |
| Stati Uniti | Aleksandar Kovacevic | 177      | 7              |
| Cina        | Shang Juncheng       | 184      | 8              |

* Ranking al 7 novembre 2022.

### Altri partecipanti
I seguenti giocatori hanno ricevuto una wild card per il tabellone principale:
- Mathis Debru
- Hunter Heck
- Kārlis Ozoliņš

I seguenti giocatori sono passati dalle qualificazioni:
- Patrick Kypson
- Strong Kirchheimer
- Ethan Quinn
- Iñaki Montes de la Torre
- Alexander Petrov
- August Holmgren

Il seguente giocatore è entrato in tabellone come lucky loser:
- Evan Zhu

## Campioni

### Singolare
Ben Shelton ha sconfitto in finale  Aleksandar Vukic con il punteggio di 0–6, 6–3, 6–2.

### Doppio
Robert Galloway /  Hans Hach Verdugo hanno sconfitto in finale  Ezekiel Clark /  Alfredo Perez con il punteggio di 3–6, 6–3, [10–5].